# Tarafa
El río Tarafa es un río de la provincia de Alicante, situado concretamente en la comarca del Medio Vinalopó. A sus orillas se asienta la población de Aspe. De corto recorrido, y escaso caudal, es el principal afluente del río Vinalopó. 

## Geografía
Nace en la localidad de La Romana. Su origen son pequeñas ramblas que confluyen en el paraje del Alcaná (ya pertenecientes al término municipal de Aspe), donde empieza el verdadero cauce. La llamada "rambla del río" llega hasta el enclave del Hondo de las Fuentes, donde empieza verdaderamente, y discurre en dirección Noroeste cruzando el casco urbano del pueblo.
Antiguamente dos pequeñas fuentes, llamadas "La Rafa" y "La Rafica" contribuían a aumentar el caudal del río, sin embargo el descenso del nivel freático y la sobreexplotación para el riego acabó por secarlas. Además, debido a la acción humana, ambos ecosistemas están actualmente en un lamentable estado de conservación, con charcas de agua estancada y putrefacta.
Al salir de la población, continúa paralelo a la carretera comarcal Aspe-Monforte y constituye el límite natural de dos parajes del campo aspense: el Aljau (margen izquierda) y la Huerta Mayor (margen derecha). 
Posteriormente, su trayecto sufre un desvío y cambia de dirección NO a SO, hacia el paraje de Quincoces, en el cual confluye con el río Vinalopó, en la zona conocida como Castillo del Río. Allí se encuentran las ruinas de lo que fuera hace siglos "Aspe el Viejo", dado que en la antigüedad el pueblo, llamado "Aspis" se asentaba a orillas del Vinalopó.

## Puentes
Sobre el río Tarafa, a su paso por Aspe hay construidos dos puentes para tráfico y peatones y una pequeña pasarela exclusivamente peatonal.
El más antiguo y principal es el Puente del Baño, que se tuvo que remodelar a mediados del siglo XX para dar cabida al tráfico de coches. Comunica el centro de Aspe (por la Avenida de la Constitución) con la Avenida de Navarra, que llega al Barrio del Castillo y las entradas por carretera de Novelda y Monforte del Cid.
El Puente Alcalde D. Ramón Berenguer se terminó de construir alrededor del año 2000. Está más al NE que el anterior, y su nombre honra la memoria de un difunto alcalde de la historia reciente de Aspe. Es el más amplio, y comunica la zona NE del pueblo (la Avenida Padre Ismael) con la entrada de la vecina localidad de Monforte del Cid. A través de la Avenida homónima se comunica también con la entrada de Novelda.
La Pasarela Peatonal se construyó en el año 2006 y comunica dos barrios del pueblo: El Castillo y el Barrio de San Juan.

## Conservación y proyectos
En la antigüedad las aguas del río eran utilizadas para consumo y otros fines por parte de la población, sin embargo, desde que en el siglo XX se extendió la red de agua corriente, se abandonó a su suerte.
Esto provocó, entre otras cosas, que los cultivos de cañas (arundo donax) no atendidos, proliferaran en exceso debido a las óptimas condiciones de humedad. Este sobrecrecimiento se vio acompañado de la sustitución de la fauna autóctona por ratones, ratas, culebras y todo tipo de insectos autóctonos (mosquitos y moscas en su mayoría).
Desde 2003 se están llevando a cabo una serie de tareas de recuperación del río a su paso por la población. En un principio se eliminaron todas las cañas, aunque al cesar los trabajos, volvieron a brotar a los pocos meses. Posteriormente se volvieron a eliminar, con mayores garantías y actualmente se están reforzando las laderas para evitar desprendimientos.
Se pretende repoblar todo el fondo pero no realizar un cauce exclusivamente de cemento y hormigón, puesto que resultaría un atentado estético y paisajístico para el pueblo.